# Ford Anglia
Ford Anglia byl osobním automobilem britské pobočky automobilky Ford. Pro tento automobil je typické zadní okno s opačným sklonem. Nizozemský importér požadoval fotit vůz z takového úhlu, aby okno nebylo vidět.

## Historie
Původní Anglia se vyráběla v letech 1939 až 1953. Inovovaný Model byl na trh uveden v roce 1953. Model 100E byl velice úspěšný, přesto ho však překonal nástupce 105E z roku 1960. Vozidlo se vyrábělo i v Amsterdamu pod názvem Ford Escort. U modelu 105E byl zadní sklo vyrobeno podle vozu Lincoln Continental.
Automobil se objevil v knize a filmu o Harrym Potterovi. Byl to automobil pana Weasleyho, který ho trošku kouzelnicky upravil. Anglia uměla létat a uvnitř bylo místa jako v autobuse.

## Technická data
Původní motor měl objem 997 cm³ a výkon 29,4 kW. V roce 1972 se objevil motor s objemem 1197 cm³ a výkonem 38,98 kW.